# Wir (Roman)
Wir (russisch Мы, wissenschaftliche Transliteration My) ist ein 1920 fertiggestellter, dystopischer Roman des russischen Autors Jewgeni Samjatin. Es ist das erste Buch, welches offiziell in der Sowjetunion verboten wurde.

## Inhalt
Wir spielt im „Vereinigten Staat“, einem Gebilde, das nach einem 200-jährigen Krieg und der „allerletzten Revolution“ entstand. Dieser Staat besteht aus einer von einer Mauer geschützten Stadt, die Häuser dieser Stadt besitzen Wände aus Glas. Heerscharen von „Beschützern“ wachen über das Wohl der Einwohner, deren Leben bis zum kleinsten Handgriff reglementiert ist, über allen steht ein übermächtiger „Wohltäter“. Nummern – gemeint sind Menschen –, die sich gegen diese Fürsorge wehren, werden öffentlich hingerichtet. Der Einzelne zählt nicht, was zählt, ist das Kollektiv. Im Laufe der Erzählung wird unter anderem eine Gehirnoperation entdeckt, die das Fantasiezentrum entfernt und somit Gedanken des Widerstands unmöglich macht.
Der Roman schildert die Ereignisse in Form eines Tagebuchs von D-503. D-503 ist Konstrukteur der Rakete Integral, eines Raumschiffes, das den Weltraum erobern und die Errungenschaften der „letzten Revolution“ exportieren soll. D-503 verherrlicht seinen Staat – so lange, bis er die Staatsfeindin I-330 und andere Rebellen kennenlernt. Immer wieder taucht im Roman der Name Taylor auf, der für seine „Wissenschaftliche Betriebsführung“ vom Regime verehrt wird.

### „Vereinigter Staat“
„Vereinigter Staat“ ist die übliche Übersetzung der russischen Originalbezeichnung „Единое государство“ (Transliteration: Edinoe gosudarstvo), was allerdings nicht präzise ist. Die genauere Übersetzung des russischen Adjektivs „единый“ (edinyj) wäre „einig“ im Sinne „unitär“, wie in „Einiges Russland“ oder anders in „Einheitspartei“.

## Figuren

### D-503 (Ich-Erzähler)
Als Konstrukteur des Integral ist er mitverantwortlich für den Export der Revolution auf andere Welten. Um den Fremden Zeugnisse des Einzigen Staates vorlegen zu können, sollen Traktate, Poeme, Manifeste, Oden und andere Werke mit dem Integral auf die Reise gehen. Das ist auch der Grund für das Tagebuch von D.
Wir wissen nicht viel über das Aussehen von D. Er ist zweiunddreißig Jahre alt. Seine behaarten Hände empfindet er als Makel. Er schämt sich für sie. Dennoch scheint der Protagonist gutaussehend zu sein oder zumindest einen gewissen Charme zu besitzen. Durch die Ereignisse, die er selbst durch sein Tagebuch beschreibt, entwickelt er sich von einem funktionierenden Teil eines Kollektivs zu einem Menschen mit Gefühlen, Empfindungen und eigenen Gedanken. Doch zu Beginn ist D-503 noch durch und durch Wissenschaftler und Mathematiker. Gleichungen bestimmen sein Leben. Seine Konstante ist der Einzige Staat.
Das alles ändert sich, als er auf einem Spaziergang I-330 kennenlernt. D-503 selbst schreibt, dass nur zwei Dinge die Logik aus dem Gleichgewicht bringen können: Die Liebe und der Hunger. Und auch im Einzigen Staat hat man die endgültige Lösung für das Problem Glück noch nicht gefunden. Es bewegt sich also noch etwas im großen WIR. Das erfährt D-503 vor allem durch I-330. Sie zeigt ihm das Alte Haus, bietet ihm Alkohol an und er hat später auch Sex mit ihr – ohne staatliche Erlaubnis. Die klare, geordnete Welt von D-503 gerät durcheinander. Eigentlich ist der Protagonist auf O-90 abonniert und empfindet für sie, wenn auch nicht Liebe, so doch zumindest tiefe Zuneigung. Zusammen mit ihr und R-13, den er seit Kindestagen kennt, bilden sie eine Art Familie. Das alles zerbricht durch die Liebe von D-503 zu I-330.
Die imaginäre Zahl {\displaystyle i={\sqrt {-1}}} machte D-503 schon von jeher Angst – weil sie vollkommen unlogisch ist und nicht existieren dürfte, es aber dennoch tut – und diese Angst wird immer größer. Er beginnt, sich als Kranken zu sehen. Auch U, die Kontrolleurin, kann ihm nicht helfen. Sie muss D-503 immer wieder schmerzliche Briefe überreichen. Die Beziehung zwischen I-330 und D-503 ist geprägt von einem ständigen Auf und Ab. I-330 bekommt die Erlaubnis zum Sex mit D-503, erscheint aber nicht. Dann wieder treffen sich die beiden im Alten Haus; nach dem Treffen verschwindet sie spurlos. Nun scheint nichts mehr klar (das Lieblingswort von D-503) zu sein. Immer öfter findet D-503 keine Überschriften mehr für seine Tagebuchaufzeichnungen. Er beginnt Phantasien zu entwickeln. Träume plagen ihn. Der Arzt diagnostiziert ihm eine Seele.
D-503 wird immer mehr zum Ich und kapselt sich vom Kollektiv ab. Außerdem hat er Angst, dass seine Aufzeichnungen gefunden werden – das wäre sein Todesurteil. Vielleicht ahnt D-503, dass I-330 gegen den Einzigen Staat arbeitet. Er erfährt es jedenfalls, als er von einem Fahrstuhl, getarnt als Kleiderschrank, im Alten Haus in den Untergrund gefahren wird. Dort befindet sich das Lager der Untergrundkämpfer, zu denen auch I-330 gehört.
Die Ereignisse überschlagen sich. Bei der Wahl des Diktators (Wohltäters) am Tag der Einstimmigkeit bricht die Rebellion aus. D-503 willigt ein, bei dem Aufstand mitzuwirken. Die Sabotage des Integral misslingt und I-330 macht D-503 dafür verantwortlich. Nun sollen Operationen die Phantasie der Nummern beseitigen. D-503 ringt mit sich. Er möchte nicht mehr träumen. Dank I-330 entscheidet er sich jedoch gegen eine Operation. D-503 wird von U verraten. Er ist kurz davor, die Kontrolleurin zu erschlagen, als sie sich vor ihm entblößt und ihm ihre Liebe gesteht. D-503 wird verhaftet, kann aber fliehen. Letztendlich wird er wieder gefasst und, wie alle anderen Nummern auch, operiert. In seiner letzten Aufzeichnung scheint er „geheilt“. D-503 ist wieder ein Teil des WIR. Seine Liebe, I-330, hat er verraten.

### O-90
Sie ist auf D-503 und R-13 abonniert. Ihr Aussehen wird als rundlich, „nur aus Kreisen und Kurven“ bestehend beschrieben. O-90 schläft abwechselnd mit D-503 und R-13. Sie verlässt D-503, nachdem sie von seiner Beziehung zu I-330 erfährt. O-90 liebt D-503 – deshalb muss sie ihn verlassen, denn „Liebe führt zur Abkehr von der Logik“. Dennoch hat O-90 eine letzte Bitte an D-503, die ihr auch erfüllt wird: Sie möchte ein Kind von ihm, obwohl sie genau weiß, dass darauf der Tod steht. D-503 bittet sie zu fliehen, I-330 soll ihr dabei helfen. O-90 willigt schließlich widerwillig ein.

### I-330
D-503 lernt sie auf einem Spaziergang kennen. Er merkt, dass er eine tiefe Zuneigung für sie empfindet. Er verliebt sich in sie. Ob I-330 seine Liebe in gleichem Maße erwidert, bleibt unklar. I-330 ist Mitglied der MEPHI, einer Untergrundorganisation, die gegen den Einzigen Staat kämpft. Sie weiß, dass D-503 einer der Konstrukteure des Integral ist. Als D-503 mit dem Wohltäter spricht, meint der, dass I-330 ihn lediglich benutzt habe, um an den Integral zu gelangen. U sieht das genauso. Fakt ist, dass I-330 ihn fallen lässt, nachdem die Sabotage des Integral misslingt – sie verdächtigt ihn, für das Misslingen verantwortlich zu sein. Zu Beginn scheint I-330 ihm scheinbar grundlos zu vertrauen. So weiß sie, dass D-503 nicht zu den Beschützern gehen wird, um sie anzuzeigen. Dennoch weiht sie ihn nicht ein, erst nach dem Tag der Einstimmigkeit zeigt sie D-503 die Welt außerhalb der grünen Mauer.
I-330 glaubt an zwei Kräfte: An die Entropie und an die Energie. Die eine schafft selige Ruhe und glückliches Gleichgewicht, die andere führt zur Zerstörung des Gleichgewichts, zu qualvoll-unendlicher Bewegung. Die MEPHI sehen sich als Nachfahren der Antichristen. I-330 glaubt an die alte Welt, an Gefühle, an die Phantasie und an die Menschen. Sie stellt am ehesten einen Menschen dar, der uns nahekommt. Sie wird vermutlich, nachdem sie vom operierten D-503 verraten wird, hingerichtet werden.

### Wohltäter
Über den Wohltäter wird wenig ausgesagt, er tritt praktisch nicht in Erscheinung. Auffallend sind die Parallelen zu späteren Diktatoren wie Stalin und dem Großen Bruder von Orwell: Eine gottgleiche Gestalt, die über das „Wohl“ der Untertanen wacht und in „Wahlen“ immer wieder vom Volk bestätigt wird. Der Roman wird somit zu einer prophetischen 
Vision der Zeit des Stalinismus.

### Weitere Charaktere
- R-13: der „stupsnasige“ Dichter mit den „Negerlippen“
- S-4711: ein „Beschützer“
- U („ich will ihre Nummer lieber nicht nennen“): die Kontrolleurin mit ihren „Hängebacken“
- der kleine Doktor

## Erzählstil/Sprache
Das Werk zählt zur Gattung der Epik. Wir erzählt die Geschichte aus der Ich-Perspektive der Hauptfigur, also aus einer personalen Perspektive. Die Handlung wird linear erzählt und beschränkt sich auf nur einen Handlungsstrang. Die erzählte Zeit kann dadurch, dass es sich um ein Tagebuch handelt, gut eingeschränkt werden: Die Erzählung spielt sich in einem Zeitraum von mindestens einem dreiviertel Jahr ab (zu Beginn ist Frühling und am Ende Herbst). Die am Geschehen beteiligten Figuren kommen in direkter Rede zu Wort, wobei sich ein Großteil des Geschehens im Kopf des Erzählers abspielt und einen oft mehrere Seiten langen, inneren Monolog ergibt. Auffällig ist, dass der Ich-Erzähler den Leser anspricht, was oft wie ein Appell wirkt. Als Beispiel sei der Anfangssatz von Eintragung 32 zitiert: „Können Sie sich vorstellen, dass Sie sterben werden?“
Der Stil ist vor allem durch den starken Kontrast zwischen vielen technischen/mathematischen Begriffen (Nummern, Gleichung) und solchen aus der Gefühlswelt (wie Liebe, Freiheit) geprägt. Sie spiegelt den Inhalt, vor allem den inneren Kampf des Protagonisten, wider.

## Ausgaben in deutscher Sprache
- Jewgenij Samjatin: Wir. Roman. Aus dem Russischen von Gisela Drohla. Kiepenheuer & Witsch, Köln 1958; ebd. 1984, ISBN 3-462-01607-5 (Nachwort von Jürgen Rühle)
  - Wir. Roman. Manesse, Zürich 1977 (Nachwort von Ilma Rakusa)
  - Wir. Ein klassischer utopischer Roman. Wilhelm Heyne, München 1970
  - Wir. Roman. disadorno edition, Berlin 2011, ISBN 978-3-941959-03-3 (Mit einem Essay von Richard Saage)
- Jewgeni Samjatin: Wir. Roman. Aus dem Russischen von Marga und Roland Erb. Kiepenheuer, Leipzig 1991, ISBN 3-378-00461-4
- Jewgenij Samjatin: Wir. Roman. Aus dem Russischen von Thomas Reschke. Arnold und Geitner, Chemnitz 1994, ISBN 3-926409-92-4
- Evgenij Samjatin: Wir. Roman. Aus dem Russischen von Josef Meinolf Opfermann. Europäischer Literaturverlag, Bremen 2013, ISBN 978-3-86267-770-2

## Adaptionen

### Verfilmung
Das Buch wurde 1981 von Regisseur Vojtěch Jasný mit Dieter Laser als D-503 und Sabine von Maydell als I-330 unter dem Titel Wir verfilmt. 2016 erschien der Kurzfilm The Glass Fortress. 2023 wurde unter dem Titel Мы (deutsch: Wir) eine modernere, noch unveröffentlichte, filmische Version von Hamlet Dulyan  produziert.

### Hörspiele
Eine erste Hörspielversion wurde 1979 von Südwestfunk, Bayerischer Rundfunk und RIAS nach einer Bearbeitung von Hans-Gerd Krogmann produziert. In den Hauptrollen spielten u. a. Dieter Borsche, Christian Brückner und Eva Garg.
1985 wurde eine weitere Version vom Bayerischen Rundfunk produziert.
2014 wurde Wir in der Bearbeitung von Ben Neumann vom SWR vertont. Unter anderem mit Hanns Zischler, Andreas Pietschmann und Jana Schulz. Musikalisch wird das Hörspiel vom Radio-Sinfonieorchester Stuttgart des SWR unter dem Dirigenten Jonathan Stockhammer begleitet. Regie: Christoph Kalkowski.
2015 wurde Wir vom Speak Low Verlag als Hörbuch, gelesen von Heikko Deutschmann, veröffentlicht.

### Musiktheater
Wir. Musiktheaterstück, vertont von Christoph Staude, Libretto: Hans-Georg Wegner, UA 2006 München (Münchener Biennale).

## Trivia
Die Idee, dass Menschen Nummern statt Namen tragen, findet sich auch in den Filmen THX 1138 und Just Imagine.